# Paranatisita
La paranatisita és un mineral de la classe dels silicats.

## Característiques
La paranatisita és un nesosilicat de fórmula química Na₂Ti(SiO₄)O. Cristal·litza en el sistema ortoròmbic. La seva duresa a l'escala de Mohs és 5.
Segons la classificació de Nickel-Strunz, la paranatisita pertany a «09.AG: Estructures de nesosilicats (tetraedres aïllats) amb anions addicionals; cations en coordinació > [6] +- [6]» juntament amb els següents minerals: abswurmbachita, braunita, neltnerita, braunita-II, långbanita, malayaïta, titanita, vanadomalayaïta, natrotitanita, cerita-(Ce), cerita-(La), aluminocerita-(Ce), trimounsita-(Y), yftisita-(Y), sitinakita, kittatinnyita, natisita, törnebohmita-(Ce), törnebohmita-(La), kuliokita-(Y), chantalita, mozartita, vuagnatita, hatrurita, jasmundita, afwillita, bultfonteinita, zoltaiïta i tranquillityita.

## Formació i jaciments
Va ser descrita a partir de mostres trobades al mont Yukspor i al mont Rasvumtxorr, tots dos al massís de Khibini, a l'óblast de Múrmansk, a Rússia. També ha estat descrita en un altre mont del massís de Khibini, el Kukisvumtxorr, així com a Morro do Serrote, a Poços de Caldas, a l'estat brasiler de Minas Gerais.